# Borodino (oblast de Moscou)
Pour les articles homonymes, voir Borodino.
Borodino (en russe : Бородино́) est un village de l'oblast de Moscou, en Russie situé à 12 km à l'Ouest de la ville de Mojaïsk et à 125 km de Moscou. Le village est essentiellement connu pour avoir été le théâtre de la bataille de la Moskova opposant le 7 septembre 1812 la Grande Armée commandée par Napoléon Ier à l’armée impériale Russe menée par le général Mikhaïl Koutouzov.
Elle fut également le témoin d'une autre bataille en octobre 1941 entre les forces allemandes du Troisième Reich et les troupes soviétiques pour le contrôle de la ville de Moscou et de sa région.